# إيل لوغان
إيل لوغان (بالإنجليزية: Elle Logan)‏ هي مجدفة أمريكية، ولدت في 27 ديسمبر 1987 في بورتلاند في الولايات المتحدة.

## وصلات خارجية
- إيل لوغان على موقع الاتحاد الدولي للتجديف (الإنجليزية)
- إيل لوغان على موقع أوليمبيديا (الإنجليزية)